# 南野ましろ
南野 ましろ（みなみの ましろ、9月8日 - ）は、日本のBL漫画家。血液型はO型。静岡県在住。

## コミック作品
- 天使をください(1)　1995/10/20
- 月と専制君主　1997/05/19
- 天使をください(2)　1997/07/28
- メロディ・ハレルヤ　1998/04/01
- ラップトップハイキング　1999/03/31
- 好きじゃないけど愛してる(1)　1999/04/
- 月と専制君主(1)　1999/08/07
- 月と専制君主(2)　1999/08/07
- 好きじゃないけど愛してる(2)　	2000/08/29
- １００カラット・バンビーノ　2001/05/30
- 僕は君のための僕(1)　	2001/10/27
- 真綿の王国(1)　2001/12/01
- 好きじゃないけど愛してる(3)　	2002/03/29
- プリンセス・シールド　2002/06/29
- しっぽのきもち　2002/08/10
- 真綿の王国(2)　2003/09/24
- 好きじゃないけど愛してる(4)　	2003/09/29
- リリカル・リップ・ノイズ　2003/09/30
- マーブルベリー・ビーンズ　2004/03/01
- キャラメル・ハードボイルド　2004/07/30
- タカトリキングダムキングス　2005/02/28
- 天使のじかん(1)　2005/03/29
- 天使のじかん(2)　2006/09/29
- 真綿の王国(3)　2007/04/24
- はちみつ光線大作戦　2007/05/30
- てのひらに、はなのさく　2008/04/26
- 天使のじかん(3)  2008/04/30
- なんとなく大丈夫  2010/02/27
- しっぽのきもち　かんぺき  2010/04/12
- 溺愛ハニーバンチ(1)  	2010/07/29

## 挿絵・挿画作品

### 小説
- RYOUMA　1996/6
- 彼らが空を夢見るように　1996/7
- ブルーボーイに紅い薔薇を 月下美少年  1996/9
- 月の雫の降る夜に　月下美少年〈2〉 1996/9
- 俺のlove love bear　1997/10
- RYOUMA〈2〉 1997/12
- 流星の日々　1999/6
- 大切なもの 愛しいキミへ RYOUMAシリーズ 1999/1
- 真実(ほんとう)の言葉―たったひとつの… RYOUMAシリーズ 2000/3
- We’re Alone‐ふたりだけ RYOUMAシリーズ 2000/4
- Spring has come!　2001/2
- 囚われの魔主　2005/4
- 真夏の王様　2005/5
- 大好き　2005/7
- 恋はそんなに遠くない! ドラゴン・ろーど　2006/7
- 砂漠の双つの月〈上〉 2006/9
- 砂漠の双つの月〈下〉 2006/9
- 姫巫子は王の腕に抱かれる　2007/11/29
- 15センチメートル未満の恋　2009/6/10
- ブライダル・ラバー　2009/8/10
- 恋惑星へようこそ　2012/6/8
- 時をかける眼鏡　医学生と、王の死の謎　2015/01/20
- 時をかける眼鏡　新王と謎の暗殺者　2015/07/17
- 時をかける眼鏡　眼鏡の帰還と姫王子の結婚　2016/05/20
- 時をかける眼鏡　王の覚悟と女神の狗　2016/10/20
- 時をかける眼鏡　華燭の典と妖精の涙　2017/04/20
- 時をかける眼鏡　王の決意と家臣の初恋　2018/01/19
- 時をかける眼鏡　兄弟と運命の杯　2018/07/20
- 時をかける眼鏡　魔術師の金言と眼鏡の決意　2019/06/21
- 拝啓、未来に生きた昔のぼくへ　新選組青春録  2019/12/10

### エッセイ
- 海馬が耳から駆けてゆく(1) 2000/9/1
- 海馬が耳から駆けてゆく(2) 2003/9/1
- 海馬が耳から駆けてゆく(3) 2004/7/10
- 海馬が耳から駆けてゆく(4) 2007/2/1
- 海馬が耳から駆けてゆく(5) 2008/10/10
- 帰ってきた海馬が耳から駆けてゆく 2011/4/23
- 帰ってきた海馬が耳から駆けてゆく(2) 2012/1/25
- 帰ってきた海馬が耳から駆けてゆく(3) 2013/12/25
- 帰ってきた海馬が耳から駆けてゆく(4) 2016/7/23
- 帰ってきた海馬が耳から駆けてゆく(5) 2016/12/24

## 絵本作品
- うさしくんのほん（３冊セット） うさしのおはなし・たまこのおはなし・にゃみのおはなし　2001/12/25
- うさしくんのいちにち（３冊セット） おはようのおはなし・おてつだいのおはなし・おやすみのおはなし　2002/12/25
- うさしくん　2003/03/01
- うさしくんのいちねん（３冊セット） うさしくんさむい・うさしくんちょうど・うさしくんあつい　2004/02/14
- 麦太のちいさい箱　2005/03/30
- うさしくん(2)　2005/11/01

## エピソード
- 自画像が羊である。